# Isaac Humphries
Isaac Bradley Humphries (Caringbah, 5 gennaio 1998) è un cestista australiano.

## Biografia
Nato nel sobborgo di Caringbah a Sydney, Humphries è cresciuto a Cronulla e ha iniziato a giocare a basket all'età di 12 anni. In precedenza aveva giocato a rugby a 13.

## Carriera universitaria
Humphries si è iscritto all'Università del Kentucky nel 2015 e ha giocato 23 partite come matricola, con una media di 1,9 punti per partita.
Nella stagione 2016-2017, ha collezionato 38 presenze con i Wildcats, con una media di 2,8 punti a partita.
Nell'aprile 2017, ha partecipato al draft NBA, rinunciando agli ultimi due anni di college.

## Carriera professionale

### Sydney Kings (2017-2018)
Scegliendo di diventare professionista, ha lavorato con diverse franchise NBA durante l'estate, inclusi i Washington Wizards, dopo essere stato scartato nel draft NBA 2017. Tornato in Australia, ha firmato con la squadra della sua città natale, i Sydney Kings, il 27 luglio 2017. Con i Kings, ha segnato una media di 6,9 punti a partita, collezionando 26 presenze. Successivamente è stato nominato NBL Rookie of the Year.

### FMP (2018)
Il 27 febbraio 2018 ha siglato un accordo con la FMP della Lega di basket della Serbia.

### Erie BayHawks (2018-2019)
L'8 ottobre 2018, ha firmato un contratto con gli Atlanta Hawks, ma è stato revocato il giorno successivo. Successivamente si è unito agli Erie BayHawks per la stagione della NBA G League 2018-19.

### Atlanta Hawks (2019)
Il 1º aprile 2019, ha firmato con gli Atlanta Hawks per il resto della stagione NBA 2018-19.
Humphries si è unito ai Los Angeles Clippers per la NBA Summer League 2019 a Las Vegas.

### Lakeland Magic (2019-2020)
Il 24 settembre 2019, ha firmato con gli Orlando Magic., venendo poi esonerato e assegnato al Lakeland Magic. Durante la stagione 2019-2020 ha realizzato una media di 8,8 punti a partita.

### Adelaide 36ers (2020-2022)
Il 16 luglio 2020, ha firmato un contratto biennale per tornare nella NBL con gli Adelaide 36ers. Ha segnato una media di 13,3 punti a partita durante la stagione 2020-2021. Non ha rinnovato il contratto con gli Adelaide 36ers per una stagione successiva.
Il 9 luglio 2021, ha firmato nuovamente con i 36ers per la stagione NBL 2021-2022. Ha giocato solo sei partite, con una media di 7,7 punti, prima che un infortunio al ginocchio lo escludesse per la stagione nel febbraio 2022.

### Melbourne United (2022-2023)
Il 22 luglio 2022, ha firmato con il Melbourne United per la stagione NBL 2022-2023.

### Ritorno agli Adelaide 36ers (2023-oggi)
Il 26 aprile 2023, ha firmato un contratto con gli Adelaide 36ers per la stagione NBL 2023-2024. Ha giocato tutte le 28 partite segnando una media di 15,3 punti. Successivamente è stato nominato MVP del Club 36ers.
Il 7 marzo 2024, ha siglato con i 36ers un contratto triennale.

## Carriera in Nazionale
Humphries ha debuttato per la squadra nazionale junior australiana al Campionato FIBA Oceania Under 16 2013. Nel 2014, ha aiutato l'Australia a vincere la medaglia d'argento al Campionato mondiale FIBA Under 17, segnando una media di 18,9 punti durante il torneo. Ha fatto il suo debutto da senior per la squadra nazionale australiana in una partita di qualificazione alla Coppa del Mondo FIBA 2019 contro la nazionale del Kazakistan, dove ha segnato 17 punti.

## Vita privata
Il 16 novembre 2022 si è dichiarato gay., diventando l'unico giocatore di basket professionista apertamente gay in attività in un campionato maschile di alto livello, nonché il primo giocatore di basket australiano e il primo giocatore della NBL ad essere apertamente gay.